# Bourse de valeurs de Genève
La Bourse de valeurs de Genève est l'une des plus anciennes au monde, sur une place financière réputée depuis le XVIIIe siècle pour le placement des emprunts d'État, et la première en Suisse, où elle a été au XXe siècle intégrée dans un ensemble national plus large, le SIX Swiss Exchange) nouvelle Bourse des valeurs de la Suisse basée à Zurich. La Bourse nationale est ainsi née de la fusion en 1996 des bourses de Zurich, Genève, Lausanne et Bâle. La Bourse de valeurs de Genève a permis la cotation des premiers titres financiers sur le chemin de fer en Suisse, dans un effort national pour essayer que le chemin de fer suisse puisse combler son retard ferroviaire sur les autres pays.

## Historique
En Suisse, les bourses ont vu le jour relativement tard, mais la Bourse de valeurs de Genève a eu un quart de siècle d'avance sur les autres dans son pays: elle a été fondée en 1850 par la Société des agents de change de Genève, née l'année précédente.
Depuis plusieurs décennies, les radicaux suisses, très influent dans la cité calviniste, reprochaient aux financiers et aux milieux conservatoires genevois d'investir dans des projets étrangers pharaoniques au détriment de l'économie locale. 
Fondateur en 1826 du Journal de Genève, le leader James Fazy avait dès 1825 publié une brochure satirique et fictive, mettant en scène un actionnaire et son banquier qui projettent de construire un pont entre la Terre et la Lune. À la décharge des financiers genevois, l’industrie locale, notamment le très dominant secteur horloger, ne nécessite pas beaucoup de capital immobilisé sous forme d'actif, car les professionnels de ce secteur sont organisés en petits ateliers décentralisés, utilisant l'énergie hydraulique.
En 1832, l'écrivain français Alexandre Dumas estime que la ville compte 85 millionnaires. Un chiffre considérable pour l'époque. Pour leurs placements financiers, les Genevois, recourent aux banquiers privés et se montrent peu intéressés par une bourse de valeurs. Entre 1815 et 1842, le commerce et l'industrie n'ont jamais réclamé sa fondation. En 1797, la loi a réservé à cinq personnes la profession d'agent de change, puis Genève est annexée en 1798 par les Français et elle traverse une grave dépression économique, la dette de l'ancien régime français étant de plus annulée. Les courtiers sont 20 en 1807 à Genève, où une bourse de commerce est fondée en 1808, mais qui se révèle assez peu active. En 1387, le prêt avec intérêt est finalement autorisé par l’évêque Adhémar Fabri, favorisant l’essor bancaire. 
En 1849, l'agent de change Jaques Reverdin, ancien de la Banque Pictet, autre grande banque de Genève, a proposé la première cote officielle genevois, en vigueur dans son établissement, publiant les taux qu'il propose. Deux ans après le krach de 1847, les projets ferroviaires reviennent. Rapidement, les agents de change s'opposent au gouvernement au sujet du contrôle de la bourse. Le Premier ministre James Fazy, créateur de la Banque de Genève, ne veut pas d'une institution boursière et financière réservée à une élite. Il souhaite ouvrir la profession et mettre l'établissement sous un contrôle total de l'État, après avoir été surpris par la création aussi rapide d'une bourse.
La fondation en 1850 à Genève de la première Bourse de valeurs du pays est suivie un quart de siècle plus tard par la fondations de celle de Zurich en 1873 et de celle de Bâle en 1876. De multiples bourses régionales, plus petite en taille, sont par la suite apparues. 
Depuis la fusion en 1996 des bourses de Zurich, Genève, Lausanne et Bâle, la bourse suisse est basée à Zurich et gère la Bourse nationale via l'entreprise de marché SIX Swiss Exchange.